# Сгибнев, Григорий Григорьевич
Григорий Григорьевич Сгибнев (14 октября 1900 года, деревня Покровка, ныне Давлекановский район, Республика Башкортостан — 22 сентября 1958 года, Подольск, Московская область) — советский военный деятель, Генерал-майор (1949 год).

## Биография
Григорий Григорьевич Сгибнев родился 14 октября 1900 года в деревне Покровка ныне Давлекановского района республики Башкортостан.

### Гражданская война
В июне 1919 года был призван в ряды РККА, после чего был направлен на учёбу в учебный батальон при штабе Запасной армии Республики, дислоцированный в Казани, после окончания которой был назначен на должность командира отделения этого жебатальона. В мае 1920 года был назначен на должность помощника командира взвода полковой школы в составе 15-го стрелкового полка (13-я стрелковая дивизия), в августе — на должность командира взвода бригадной школы Сводной Заволжской бригады. В составе этих частей Сгибнев принимал участие в боевых действиях на Южном фронте.

### Межвоенное время
После окончания боевых действий Сгибнев продолжил служить в составе этой же бригады, дислоцированной в Харькове.
В июне 1922 года был назначен на должность командира роты 68-го стрелкового полка (23-я стрелковая дивизия), в январе 1923 года — на должность командира взвода Военно-политического техникума (Украинский военный округ), а в январе 1924 года — на должность командира взвода штрафного батальона, дислоцированного в Харькове. В сентябре того же года был направлен на учёбу в Киевскую объединенную военную школу командиров РККА и тогда же вступил в ряды РКП(б).
После окончания школы с августа 1926 года служил в 102-м стрелковом полку (34-я стрелковая дивизия, Приволжский военный округ), дислоцированный в Самаре, на должностях командира взвода, помощника командира роты и помощника командира роты по политической части.
В сентябре 1928 года был направлен на учёбу на Военно-политические курсы имени В. И. Ленина, расположенные в Москве, после окончания которых в июле 1929 года был назначен на должность политрука роты, а затем — на должность ответственного секретаря партийного бюро 61-го стрелкового полка, дислоцированного в Томске и Спасске Дальнем. В составе полка Сгибнев принимал участие в ходе боевых действий на КВЖД.
В сентябре 1932 года был назначен на должность ответственного секретаря партийного бюро 40-й авиационной эскадрильи (ОКДВА), дислоцированной в Спасске Дальнем. В апреле 1934 года был направлен на учёбу в Военную академию имени М. В. Фрунзе, после окончания которой в ноябре 1936 года был назначен на должность помощника начальника 1-й части штаба 93-й стрелковой дивизии (Забайкальский военный округ).
С августа 1937 года временно исполнял должность начальника штаба 114-й стрелковой дивизии, с февраля 1938 года — помощника начальника штаба 93-й стрелковой дивизии, а затем — командира 277-го стрелкового полка. В декабре 1939 года был назначен на должность старшего помощника начальника 1-го отделения оперативного отдела штаба Северо-Западного фронта, после чего принимал участие в ходе советско-финской войны. После окончания войны Сгибнев был направлен на учёбу в Академию Генерального штаба.

### Великая Отечественная война
В июле 1941 года Сгибнев был назначен на должность старшего помощника начальника 1-го отделения оперативного отдела Северо-Западного фронта, а в августе — на должность начальника оперативного отдела штаба 11-й армии. Находясь на этих должностях, принимал участие в оборонительных боевых действиях на псковском, новгородском и холмском направлениях.
В ноябре 1942 года был назначен на должность заместителя начальника оперативного отдела Северо-Западного фронта, после чего принимал участие в ходе Торопецко-Холмской и Демянской наступательных операций. В мае 1943 года был назначен на должность начальника штаба 35-го стрелкового корпуса, который 26 мая был преобразован в 44-й. С 3 мая по 12 июня Сгибнев временно командовал корпусом, формировавшимся в районе деревни Едрово (Валдайский район, Новгородская область). Вскоре принимал участие в оборонительных боевых действиях на реке Ловать в районе города Великие Луки, а затем в ходе Ленинградско-Новгородской, Старорусско-Новоржевской и Режицко-Двинской наступательных операций. Умело руководил штабом, обеспечивал выполнение боевых приказов армии и корпуса, за что награждён орденом Отечественной войны 1 степени.
В июле 1944 года полковник Сгибнев был назначен на должность старшего преподавателя Высшей военной академии имени К. Е. Ворошилова.

### Послевоенная карьера
После окончания войны находился на прежней должности и в августе 1945 года был назначен на должность начальника Оперативного управления — заместителя начальника штаба Одесского военного округа, в январе 1947 года — на должность заместителя начальника, в мае 1949 года — вновь на должность начальника этого управления, а в сентябре 1950 года — на должность начальника Архива Министерства обороны СССР, находясь на которой, 22 сентября 1958 года генерал-майор Григорий Григорьевич Сгибнев умер при исполнении служебных обязанностей. Похоронен в Подольске на кладбище «Красная горка».

## Награды
- Орден Ленина;
- Три ордена Красного Знамени;
- Орден Отечественной войны 1 степени;
- Орден Красной Звезды;
- Медали.